# اس‌ام او-۲۷ (آلمان)
اس‌ام یو-۲۷ (آلمان) (به انگلیسی: SM U-27 (Germany)) یک زیردریایی بود که طول آن ۶۴٫۷ متر (۲۱۲٫۳ فوت) بود. این زیردریایی در سال ۱۹۱۳ ساخته شد.